# Valknut

Valknut variációk.
Baloldalt az egyvonalas, míg jobb oldalt a háromvonalas változat látható.

A valknut egy szimbólum, amely három egymásba kapcsolódó háromszögből áll. Az ókori germán népek régészeti leleteiből származó számos tárgyon szerepel. A valknut kifejezést csak a modern korban találták ki. Nem ismert, hogy a jelképet történelmileg milyen kifejezéssel vagy kifejezésekkel jelölték.
A tudósok számos magyarázatot javasoltak a szimbólumra, néha Odin istennel hozták kapcsolatba, és összehasonlították a 9. századi Snoldelev-kövön talált háromszarvú szimbólummal, amellyel kapcsolatban állhat.

## Régészeti feljegyzések

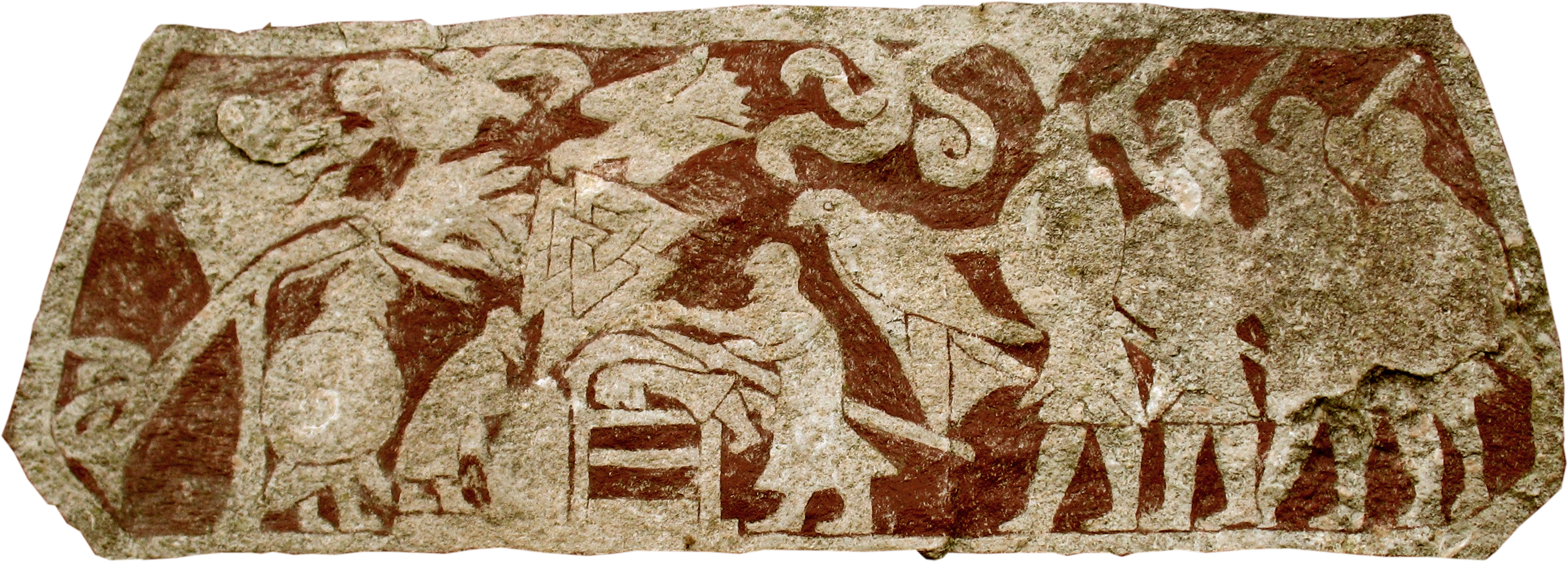
A svédországi Gotlandon található Stora Hammars kövek közül az első számú egy szakasza egy valknutot ábrázol központi és uralkodó pozícióban, Odinként értelmezett alakok mellett, akik egy jellegzetes lándzsával egy másik alakot egy sírdombba tolnak, miközben egy holló van a fejük felett, és egy másik embert felakasztanak.

A valknut a germán népek által lakott területeken talált tárgyak széles skáláján megjelenik. A szimbólum kiemelkedő helyen szerepel a Nene-folyói gyűrűn, egy angolszász arany ujjgyűrűn, amelyet a 8-9. századra datálnak. A norvégiai Tønsberg közelében eltemetett viking kori osebergi hajó egyik fából készült ágyán a szimbólum egy díszesen stilizált, faragott ágytámlán látható, illetve a hajótemetőben talált, részben ránk maradt osebergi kárpit töredékeken is szerepel a szimbólum.
Továbbá, a valknut a svédországi Gotlandról származó két képkövön is feltűnik: az első számú Stora Hammars kövön és a Tängelgårda kövön.
A szimbólum történelmileg igazolt példányai két hagyományos, topológiailag különböző formában jelennek meg. A szimbólum egyvonalas formában jelenik meg, ami topológiailag olyan, mint a triquetrában is látható háromágú csomó. Ez az egyvonalas forma található például a Tängelgårda kövön. A szimbólum háromvonalas formában is megjelenik, amely három összekapcsolt háromszögből áll, topológiailag a Borromeo-gyűrűknek felel meg. Ez a háromvonalas forma látható a Stora Hammars egyik kövén, a Nene-folyói gyűrűn és az osebergi hajóágy oszlopán. Bár topológiailag más formák is lehetségesek, ezek az egyetlen eddig talált, igazolt formák.
A norvégiai Bokmålban a valknute kifejezést olyan sokszögre használják, amelynek minden sarkán van egy hurok. Az angol nyelvben a hurkolt, négy sarkos szimbólumot (⌘) Szent János karjai néven említik.

## Feltételezések
A szimbólum eredetére több teória is létezik:

### Hrungnir szíve
A 13. századi Prózai Edda Skáldskaparmál című 17. fejezete a következő leírást tartalmazza a jötunn, Hrungnir szívéről: "Hrungnirnak híres szíve volt. Kemény kőből készült, három éles csúcsú sarokkal, akárcsak a faragott jelkép, a hrungnishjarta [Hrungnir szíve]". Összehasonlításokat végeztek ezen szimbólum leírása és a valknut néven ismert szimbólum között.

### Odin és madarai

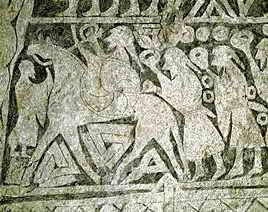
A svédországi Gotlandról származó Tängelgårda kő a lovat ábrázoló faragvány alatt valknutokat ábrázol.

Hilda Ellis Davidson elmélete szerint kapcsolat van a valknut, Odin és az általa létrehozott mentális kötelékek között:

„Például a lovon ülő Odin alakja mellett, amely több emlékkövön is látható, egyfajta csomót ábrázolnak, amelyet valknutnak neveznek, és a triszkelion rokona. Úgy gondolják, hogy ez az istennek a versekben és máshol is említett kötelékeket kötő és föloldó erejét szimbolizálja. Odinnak hatalma volt arra, hogy kötelékeket helyezzen az elmére, így az emberek tehetetlenné váltak a harcban, vagy a félelem és a feszültséget is képes volt oldani a harci mámor, és az ihlet adományai révén.
”

Davidson szerint hasonló szimbólumokat találunk farkasok és hollók alakjai mellett "bizonyos hamvasztásos urnákon", amelyek kelet-angliai angolszász temetőkből származnak.

### Egyéb
Mivel a szimbólum megjelenik az Odint ábrázoló képköveken és az osebergi hajótemetőben talált temetkezési ajándékokon, Rudolf Simek szerint a szimbólum a halállal kapcsolatos vallási gyakorlatokhoz kapcsolódhatott.

## Topológia
A valknut topológiailag egyenértékű a Borromeo-gyűrűkkel vagy a háromágú csomóval, az adott művészi ábrázolástól függően:
- A valknut mint Borromeo-gyűrűk
- A valknut (egyvonalas), mint háromágú csomó vagy triquetra
- A valknut, mint zárt 3 láncszemű lánc

## Modern pop kultúrában
A szimbólumot a modern pop kultúrában számos célra használják. A valknut szimbólumot vallási szimbólumként használják egyes hívei az újpogányság egyes irányzatainak, amelyek olyan új vallási mozgalmak, amelyeket a történelmi germán pogányság ihletett.
Európában a Svenska Cellulosa Aktiebolaget svéd erdészeti termékeket gyártó vállalat a triquetra valknutot használja logójaként, amely a vállalat által gyártott számos terméken látható. A DFB 1991 óta a német labdarúgó-válogatott logóját a valknut egyvonalas formája ihlette.
A szimbólum az Arch Enemy/Carcass gitáros Michael Amott "Tyrant" nevű Dean Guitars modelljein, valamint a RedViking amerikai mérnöki cég logójaként is szerepel. A Civilization VI című videójátékban a valknut Norvégia nemzeti szimbóluma, amely nemzetet a játékban Keménykezű Harald vezet, és amely inkább a vikingeket képviseli, mint a modern országot.
A mongóliai Bogd Bank ugyanezt a szimbólumot használja fő vállalati logójaként.
A modern Norvégiában a "valknut" szó jelentése "a csatában elesettek csomója", ami a szimbólumot Odin istenhez köti, és a csatában elesettek dicsőségét jelképezi.

## Fordítás
Ez a szócikk részben vagy egészben  a   Valknut című angol Wikipédia-szócikk ezen változatának fordításán alapul.  Az eredeti cikk szerkesztőit annak laptörténete sorolja fel. Ez a jelzés csupán a megfogalmazás eredetét és a szerzői jogokat jelzi, nem szolgál a cikkben szereplő információk forrásmegjelöléseként.